# Фатті вступає в поліцію
Фатті вступає в поліцію (англ. Fatty Joins the Force) — американська короткометражна кінокомедія Джорджа Ніколса 1913 року з Роско Арбаклом в головній ролі.

## Сюжет
Фатті рятує дівчинку, яка тоне, а вона виявилася дочкою шефа поліції. За таке геройство його приймають на роботу поліцейським. Але ця робота виявилася не дуже приємною…

## У ролях
- Роско ’Товстун’ Арбакл — Фатті
- Чарльз Ейвері — поліцейський
- Лу Бреслоу — хлопець
- Гаррі ДеРой — лисий поліцейський
- Мінта Дарфі — няня
- Дот Фарлі — дівчина Фатті
- Вільям Хаубер — поліцейський
- Берт Ханн — поліцейський
- Джордж Джеске — поліцейський